# Metropolia Kolombo
Metropolia Kolombo – metropolia Kościoła rzymskokatolickiego, obejmująca państwo Sri Lanka. W skład metropolii wchodzi 1 archidiecezja i 11 diecezji.
W skład metropolii wchodzą:
- Archidiecezja Kolombo
  - Diecezja Anuradhapura
  - Diecezja Badulla
  - Diecezja  Batticaloa
  - Diecezja Chilaw
  - Diecezja Galle
  - Diecezja Jaffna
  - Diecezja Kandy
  - Diecezja Kurunegala
  - Diecezja Mannar
  - Diecezja Ratnapura
  - Diecezja Trincomalee